# Comuna Magadenovac, Osijek-Baranja
Magadenovac este o comună în cantonul Osijek-Baranja, Croația, având o populație de 1.936 de locuitori (2011).

## Demografie
Componența etnică a comunei Magadenovac
     Croați (86,88%)
     Sârbi (10,07%)
     Romi (1,55%)
     Necunoscut (0,26%)
     Neclasificat (0,88%)
Componența confesională a comunei Magadenovac
     Catolici (85,64%)
     Ortodocși (9,76%)
     Musulmani (2,07%)
     Necunoscută (1,19%)
     Alte religii (1,34%)
Conform recensământului din 2011, comuna Magadenovac avea 1.936 de locuitori. Din punct de vedere etnic, majoritatea locuitorilor (86,88%) erau croați, existând și minorități de sârbi (10,07%) și romi (1,55%). Apartenența etnică nu este cunoscută în cazul a 0,26% din locuitori. Din punct de vedere confesional, majoritatea locuitorilor (85,64%) erau catolici, existând și minorități de ortodocși (9,76%) și musulmani (2,07%). Pentru 1,19% din locuitori nu este cunoscută apartenența confesională.